# 船越平八郎
船越 平八郎（ふなこし へいはちろう、1905年（明治38年）3月4日 - 没年不明）は、昭和時代の政治家。福岡県筑紫野市長。

## 経歴
福岡県筑紫野市出身。
1922年（大正11年）福岡県立朝倉中学校卒業。
1937年（昭和12年）山口村議会議員当選。1942年（昭和17年）、1947年（昭和22年）の連続三選する。
1949年（昭和24年）山口村長選当選、山口村村長となり、1953年（昭和28年）まで村長を務める。
1955年（昭和30年）筑紫野町議会議員当選。1959年（昭和34年）、1963年（昭和38年）の連続三選する。
1967年（昭和42年）筑紫野町長選にて当選、筑紫野町長となる。
1972年（昭和47年）4月1日の市制施行にあたり、初代筑紫野市長となる。

## 栄典
- 1952年（昭和27年）山口県知事表彰（土地改良事業功労者）